# Jean-Pierre Berger
Pour les articles homonymes, voir Berger (homonymie).
Jean-Pierre Berger, né le 22 février 1915 à Paris mort le 30 juin 1940 à Gibraltar était un officier de l'armée de l’air de la France libre, Compagnon de la Libération à titre posthume par décret du 13 mai 1941.

## Biographie
Après avoir étudié lycée Janson-de-Sailly il obtient une licence ès lettres et une licence en sciences politiques, il se dirige naturellement vers une carrière diplomatique.
 Il fait son service militaire en tant que lieutenant au 6e régiment de spahis algériens et retourne à la vie civile en octobre 1938.
Il est rappelé sous les drapeaux en mars 1939 et demande à être affecté dans l'aviation. Il entre à l'école des observateurs de Dinard en novembre 1939.
Pendant la débâcle française de 1940 il est évacué sur Clermont-Ferrand et prend le commandement d'un détachement d'Infanterie territoriale avec pour mission de défendre le pont de Marcigny sur la Loire. Il fait sauter le pont le 18 juin 1940 à l'arrivée des Allemands.
Après ces combats de retardement, il embarque le 21 juin 1940 au Verdon-sur-Mer sur le paquebot Massilia pour Casablanca au Maroc ou il arrive le 24 fermement décidé à rejoindre l'Angleterre pour reprendre les armes.
 À Casablanca il fait la connaissance des membres de l'école de perfectionnement au pilotage de Meknès. Ce groupe composé du capitaine Jacques de Vendeuvre et de ses compagnons, les capitaines Gustave Lager et Michel Meyrand, les lieutenants Pierre Aubertin et Pierre Tassin de Saint-Péreuse et le sous-lieutenant Robert Weill sont à Casablanca, est en partance pour la France quand ils apprennent la demande d'armistice du maréchal Pétain. Ils décident de continuer le combat en Afrique du Nord si le général Noguès commandant en chef du théâtre d'opération d'Afrique du Nord confirme sa volonté de ne pas accepter l'armistice et dans le cas contraire de rejoindre l'Angleterre.
Quand le 29 juin 1940, leur parvient la nouvelle de la libération de l'ensemble des prisonniers de guerre italiens détenus au Maroc et la décision qu'au 1er juillet, tous les avions doivent être rendus inutilisables, ils décident de partir pour rejoindre l'Angleterre.
Le 30 juin 1940, les 6 aviateurs rejoints par le lieutenant Jean-Pierre Berger et le sous-lieutenant Bertrand Jochaud du Plessix prennent la navette qui les conduit, comme d'habitude, sur le terrain d'aviation de Berrechid situé à une cinquantaine de kilomètres au Sud de Casablanca.
Munis de faux ordres de mission, ils prennent 3 Glenn Martin.
- Dans le premier appareil piloté par le capitaine Jacques de Vendeuvre, prennent place le lieutenant Jean-Pierre Berger et le sous-lieutenant Bertrand Jochaud du Plessix.
- Dans le second appareil piloté par le capitaine Gustave Lager,  prennent place les lieutenants Pierre Aubertin et Pierre Tassin de Saint-Péreuse
- Dans le troisième appareil piloté par le capitaine Michel Meyrand, essaye de prendre place le sous-lieutenant Robert Weill. Celui-ci n'arrivant pas à ouvrir la porte arrière de l'appareil, monte finalement dans le premier appareil piloté par Vendeuvre.

À 16 heures les avions décollent et parcourent le chemin sans incident.
 Parvenus à hauteur de Gibraltar, les appareils pilotés par Lager et Meyrand se posent sans encombre sur le terrain du Rocher surprenant la vigilance de la DCA espagnole de Franco.  L'appareil de Vendeuvre, plus lent car surchargé, est alors pris à partie par l'ensemble des canons antiaérien espagnols et s'écrase dans le port. Les vedettes britanniques venues à leur secours recueillent le corps de Jean-Pierre Berger et de ses 3 compagnons. 
Ce sont les 4 premiers morts de la France libre. Ils sont inhumés le lendemain au cimetière de North Front près du terrain d'aviation à Gibraltar.

## Décorations
- Chevalier de la Légion d'honneur[Quand ?]
- Compagnon de la Libération par décret du 13 mai 1941[2]
- Médaille commémorative des services volontaires dans la France libre